# Pro League 2017-2018
Il campionato Jupiler Pro League 2017-2018 è stata la 115ª stagione della prima divisione belga di calcio, sponsorizzato dalla Jupiler per il 24º anno di fila. Il campionato è iniziato il 28 luglio 2017 e si è concluso il 26 maggio 2018. L'Anderlecht era la squadra campione in carica. Il Club Bruges ha vinto il titolo per la quindicesima volta nella sua storia.

## Stagione

### Novità
Dalla Pro League 2016-2017 è stato retrocesso il Westerlo, ultimo classificato. Al suo posto è stato promosso dalla Tweede klasse 2016-2017 l'Anversa, primo classificato.

### Formula
Questo campionato vede sfidarsi i sedici migliori club del Belgio in una serie di trenta partite giocate durante il campionato, poi dieci partite durante i playoff.
Al termine della fase "classica" del campionato, le sedici squadre sono divise in due livelli di play-off in base alla loro classifica. Le prime sei sono raggruppate nel girone "Play-off 1" e i loro punti vengono dimezzati. Si incontrano di nuovo due volte (in casa e trasferta), la prima alla fine di questo mini-campionato vincerà il campionato. Invece le squadre classificate dal settimo al quindicesimo posto si uniranno con le squadre che si saranno piazzate dal secondo al quarto posto nella Division 1B, e divise a loro volta in due gironi chiamati "Play-off 2" ed i loro punti riportati a zero. Le squadre si incontrano due volte (una volta in casa e una in trasferta), le due vincitrici dei gironi poi accederanno alla finale del "Play-off 2" la cui vincitrice sfiderà la quarta classificata del "Play-off 1": la vincitrice guadagnerà un posto in Europa League. I club di seconda divisione non potranno partecipare a questa finale.

## Squadre partecipanti
| Club             | Città        | Stadi                          | Stagione 2016-2017        |
| ---------------- | ------------ | ------------------------------ | ------------------------- |
| Anderlecht       | Anderlecht   | Stadio Constant Vanden Stock   | Campione del Belgio       |
| Anversa          | Anversa      | Bosuilstadion                  | 1º posto in Tweede klasse |
| Charleroi        | Charleroi    | Stade du Pays de Charleroi     | 5º posto in Pro League    |
| Club Bruges      | Bruges       | Stadio Jan Breydel             | 2º posto in Pro League    |
| Eupen            | Eupen        | Kehrweg Stadion                | 13º posto in Pro League   |
| Genk             | Genk         | Luminus Arena                  | 8º posto in Pro League    |
| Gent             | Gent         | Ghelamco Arena                 | 3º posto in Pro League    |
| Kortrijk         | Courtrai     | Guldensporen Stadion           | 10º posto in Pro League   |
| Lokeren          | Lokeren      | Daknamstadion                  | 11º posto in Pro League   |
| Malines          | Malines      | Argosstadion Achter de Kazerne | 7º posto in Pro League    |
| R.E. Mouscron    | Mouscron     | Stadio Le Canonnier            | 15º posto in Pro League   |
| Ostenda          | Ostenda      | Versluys Arena                 | 4º posto in Pro League    |
| Sint-Truiden     | Sint-Truiden | Stayen                         | 12º posto in Pro League   |
| Standard Liegi   | Liegi        | Sclessin Stadion               | 9º posto in Pro League    |
| Waasland-Beveren | Beveren      | Freethiel Stadion              | 14º posto in Pro League   |
| Zulte Waregem    | Waregem      | Regenboogstadion               | 6º posto in Pro League    |

## Allenatori e primatisti
| Squadra              | Allenatore (tra parentesi le giornate di permanenza) | Giocatore più presente (tra parentesi il numero delle presenze) | Cannoniere (tra parentesi il numero dei gol segnati) |
| -------------------- | ---------------------------------------------------- | --------------------------------------------------------------- | ---------------------------------------------------- |
| Anderlecht           | René Weiler                                          |                                                                 |                                                      |
| Anversa              | László Bölöni                                        |                                                                 |                                                      |
| Charleroi            | Felice Mazzù                                         |                                                                 |                                                      |
| Club Brugge          | Ivan Leko                                            |                                                                 |                                                      |
| Eupen                | Jordi Condom                                         |                                                                 |                                                      |
| Genk                 | Albert Stuivenberg                                   |                                                                 |                                                      |
| Gent                 | Hein Vanhaezebrouck                                  |                                                                 |                                                      |
| Kortrijk             | Giannīs Anastasiou                                   |                                                                 |                                                      |
| Lokeren              | Rúnar Kristinsson                                    |                                                                 |                                                      |
| Mechelen             | Yannick Ferrera                                      |                                                                 |                                                      |
| Royal Excel Mouscron | Mircea Rednic                                        |                                                                 |                                                      |
| Ostenda              | Yves Vanderhaeghe                                    |                                                                 |                                                      |
| Sint-Truiden         | Tintín Márquez                                       |                                                                 |                                                      |
| Standard Liegi       | Ricardo Sá Pinto                                     |                                                                 |                                                      |
| Waasland Beveren     | Čedomir Janevski                                     |                                                                 |                                                      |
| Zulte Waregem        | Francky Dury                                         |                                                                 |                                                      |

## Stagione regolare

### Classifica
|  | Pos. | Squadra          | Pt | G  | V  | N  | P  | GF | GS | DR  |
|  | ---- | ---------------- | -- | -- | -- | -- | -- | -- | -- | --- |
|  | 1.   | Club Bruges      | 67 | 30 | 20 | 7  | 3  | 68 | 33 | +35 |
|  | 2.   | Anderlecht       | 55 | 30 | 16 | 7  | 7  | 49 | 42 | +7  |
|  | 3.   | Charleroi        | 51 | 30 | 13 | 12 | 5  | 46 | 30 | +16 |
|  | 4.   | Gent             | 50 | 30 | 14 | 8  | 8  | 45 | 27 | +18 |
|  | 5.   | Genk             | 44 | 30 | 11 | 11 | 8  | 44 | 36 | +8  |
|  | 6.   | Standard Liegi   | 44 | 30 | 11 | 11 | 8  | 43 | 41 | +2  |
|  | 7.   | Kortrijk         | 42 | 30 | 12 | 6  | 12 | 42 | 39 | +3  |
|  | 8.   | Anversa          | 41 | 30 | 10 | 11 | 9  | 38 | 40 | -2  |
|  | 9.   | Zulte Waregem    | 37 | 30 | 11 | 4  | 15 | 47 | 52 | -5  |
|  | 10.  | Sint-Truiden     | 37 | 30 | 9  | 10 | 11 | 29 | 41 | -12 |
|  | 11.  | Ostenda          | 36 | 30 | 10 | 6  | 14 | 42 | 41 | +1  |
|  | 12.  | Waasland-Beveren | 35 | 30 | 9  | 8  | 13 | 50 | 51 | +1  |
|  | 13.  | Lokeren          | 31 | 30 | 8  | 7  | 15 | 33 | 49 | -16 |
|  | 14.  | R.E. Mouscron    | 30 | 30 | 8  | 6  | 16 | 40 | 59 | -19 |
|  | 15.  | Eupen            | 27 | 30 | 6  | 9  | 15 | 40 | 57 | -17 |
|  | 16.  | Malines          | 27 | 30 | 6  | 9  | 15 | 31 | 49 | -18 |

Legenda:

      Ammesse ai play-off scudetto

      Ammesse ai play-off Europa League

      Retrocessa in Division 1-B 2018-2019

Note:

Tre punti a vittoria, uno a pareggio, zero a sconfitta.
La classifica viene stilata secondo i seguenti criteri:
- Punti conquistati
- Partite vinte
- Differenza reti generale
- Reti totali realizzate
- Reti realizzate fuori casa
- Partite vinte in trasferta
- Spareggio

### Risultati
|                   | And  | Anv  | Cha  | ClB  | Eup  | Gnk  | Gnt  | Kor  | Lok  | Mal  | MoP  | Ost  | STr  | StL  | WaB  | ZWa  |
| ----------------- | ---- | ---- | ---- | ---- | ---- | ---- | ---- | ---- | ---- | ---- | ---- | ---- | ---- | ---- | ---- | ---- |
| Anderlecht        | –––– | 2-1  | 1-3  | 0-0  | 1-0  | 0-1  | 1-0  | 4-0  | 3-2  | 2-2  | 5-3  | 1-0  | 2-3  | 1-0  | 2-2  | 2-0  |
| Anversa           | 0-0  | –––– | 1-3  | 2-2  | 2-0  | 3-5  | 1-1  | 3-0  | 1-2  | 0-0  | 1-0  | 0-0  | 1-1  | 0-0  | 1-2  | 3-0  |
| Charleroi         | 2-0  | 1-1  | –––– | 1-2  | 2-2  | 1-1  | 2-1  | 1-0  | 1-1  | 2-0  | 2-0  | 1-1  | 0-0  | 1-1  | 2-2  | 3-2  |
| Club Bruges       | 5-0  | 1-0  | 3-3  | –––– | 3-1  | 2-2  | 2-1  | 2-1  | 3-1  | 2-0  | 4-2  | 3-2  | 4-1  | 4-0  | 3-0  | 3-2  |
| Eupen             | 2-3  | 0-1  | 1-0  | 2-2  | –––– | 3-3  | 1-1  | 1-2  | 3-2  | 4-1  | 4-0  | 2-1  | 0-0  | 1-1  | 1-0  | 0-5  |
| Genk              | 0-1  | 4-0  | 0-1  | 2-0  | 1-1  | –––– | 1-2  | 2-3  | 0-0  | 1-0  | 1-1  | 1-1  | 1-1  | 0-2  | 3-3  | 3-1  |
| Gent              | 0-0  | 0-1  | 1-0  | 2-0  | 3-0  | 1-1  | –––– | 2-1  | 3-0  | 2-2  | 3-1  | 2-3  | 3-0  | 1-0  | 2-0  | 0-1  |
| Kortrijk          | 2-2  | 4-0  | 2-0  | 1-2  | 0-0  | 0-0  | 1-1  | –––– | 1-0  | 2-0  | 1-1  | 1-2  | 3-2  | 2-1  | 4-1  | 0-1  |
| Lokeren           | 1-2  | 1-1  | 1-1  | 0-4  | 3-0  | 1-2  | 0-3  | 0-1  | –––– | 2-0  | 0-2  | 0-3  | 1-1  | 0-3  | 1-1  | 0-2  |
| Malines           | 3-4  | 1-2  | 1-1  | 0-3  | 1-0  | 3-1  | 1-1  | 2-0  | 0-2  | –––– | 0-2  | 1-1  | 2-0  | 1-1  | 2-0  | 0-2  |
| Mouscron Peruwelz | 1-2  | 2-2  | 2-5  | 2-1  | 3-2  | 0-1  | 3-2  | 0-3  | 1-2  | 2-2  | –––– | 1-0  | 1-1  | 1-3  | 2-2  | 2-1  |
| Ostenda           | 2-0  | 3-4  | 3-0  | 2-3  | 1-0  | 1-2  | 0-2  | 2-1  | 2-3  | 0-1  | 0-1  | –––– | 2-0  | 2-3  | 0-3  | 4-2  |
| Sint-Truiden      | 1-0  | 0-3  | 0-1  | 0-1  | 4-4  | 2-1  | 3-2  | 0-2  | 0-0  | 2-0  | 1-0  | 1-0  | –––– | 1-0  | 1-0  | 1-1  |
| Standard Liegi    | 3-3  | 1-1  | 0-0  | 1-1  | 3-2  | 2-1  | 0-0  | 3-1  | 2-1  | 3-2  | 4-3  | 0-0  | 1-1  | –––– | 3-1  | 0-4  |
| Waasland Beveren  | 1-2  | 3-0  | 0-2  | 1-1  | 5-1  | 0-1  | 1-2  | 2-1  | 2-3  | 2-2  | 2-0  | 1-3  | 3-1  | 3-1  | –––– | 2-2  |
| Zulte Waregem     | 2-3  | 1-2  | 0-4  | 1-2  | 3-2  | 0-1  | 0-1  | 2-2  | 1-3  | 2-1  | 2-1  | 1-1  | 2-0  | 2-1  | 2-5  | –––– |

## Play-off scudetto

### Classifica
|                   | Pos. | Squadra        | Pt | G  | V | N | P | GF | GS | DR  |
| ----------------- | ---- | -------------- | -- | -- | - | - | - | -- | -- | --- |
| Belgio (bandiera) | 1.   | Club Bruges    | 46 | 10 | 3 | 3 | 4 | 17 | 12 | +5  |
|                   | 2.   | Standard Liegi | 43 | 10 | 6 | 3 | 1 | 20 | 9  | +11 |
|                   | 3.   | Anderlecht     | 40 | 10 | 4 | 0 | 6 | 12 | 15 | -3  |
|                   | 4.   | Gent           | 39 | 10 | 4 | 2 | 4 | 8  | 8  | 0   |
|                   | 5.   | Genk           | 38 | 10 | 4 | 4 | 2 | 13 | 13 | 0   |
|                   | 6.   | Charleroi      | 34 | 10 | 2 | 2 | 6 | 9  | 22 | -13 |

Legenda:

      Campione del Belgio e ammessa alla UEFA Champions League 2018-2019
      Ammessa alla UEFA Champions League 2018-2019
      Ammessa alla UEFA Europa League 2018-2019
 Ammessa al Test-Match contro la vincente dei play-off Europa League
Club Bruges: 34 punti
Anderlecht: 28 punti
Charleroi: 26 punti
Gent: 25 punti
Genk: 22 punti
Standard Liegi: 22 punti
Note:

Tre punti a vittoria, uno a pareggio, zero a sconfitta.
La classifica viene stilata secondo i seguenti criteri:
- Punti conquistati
- Partite vinte
- Differenza reti generale
- Reti totali realizzate
- Reti realizzate fuori casa
- Partite vinte in trasferta
- Spareggio

### Risultati
|                | And  | Cha  | ClB  | Gnk  | Gnt  | StL  |
| -------------- | ---- | ---- | ---- | ---- | ---- | ---- |
| Anderlecht     | –––– | 3-1  | 1-0  | 1-2  | 0-2  | 1-3  |
| Charleroi      | 1-2  | –––– | 1-3  | 2-2  | 2-1  | 0-0  |
| Club Bruges    | 1-2  | 6-0  | –––– | 1-0  | 0-1  | 4-4  |
| Genk           | 2-1  | 4-1  | 1-1  | –––– | 1-1  | 1-0  |
| Gent           | 1-0  | 0-1  | 1-0  | 0-0  | –––– | 1-3  |
| Standard Liegi | 2-1  | 1-0  | 1-1  | 5-0  | 1-0  | –––– |

## Play-off Europa League

### Girone A
Nel girone A vengono inserite le squadre classificatesi ai posti 7º, 9º, 12º e 14º della stagione regolare insieme alle prime due compagini non qualificatesi per i Play-off promozione nella Tweede Klasse.

#### Classifica
|  | Pos. | Squadra          | Pt | G  | V | N | P | GF | GS | DR  |
|  | ---- | ---------------- | -- | -- | - | - | - | -- | -- | --- |
|  | 1.   | Zulte Waregem    | 28 | 10 | 9 | 1 | 0 | 35 | 8  | +27 |
|  | 2.   | Kortrijk         | 19 | 10 | 6 | 1 | 3 | 18 | 12 | +6  |
|  | 3.   | R.E. Mouscron    | 14 | 10 | 4 | 2 | 4 | 18 | 16 | +2  |
|  | 4.   | OH Lovanio       | 9  | 10 | 2 | 3 | 5 | 12 | 18 | -6  |
|  | 5.   | Waasland-Beveren | 8  | 10 | 2 | 2 | 6 | 12 | 23 | -11 |
|  | 6.   | Lierse           | 7  | 10 | 2 | 1 | 7 | 7  | 25 | -18 |

Legenda:

      Ammessa allo spareggio Europa League
Note:

Tre punti a vittoria, uno a pareggio, zero a sconfitta.
Lierse escluso dalla competizione dopo l'ottava giornata.
La classifica viene stilata secondo i seguenti criteri:
- Punti conquistati
- Partite vinte
- Differenza reti generale
- Reti totali realizzate
- Reti realizzate fuori casa
- Partite vinte in trasferta
- Spareggio

#### Risultati
|                   | Kor  | Lie  | MoP  | OHL  | WaB  | ZWa  |
| ----------------- | ---- | ---- | ---- | ---- | ---- | ---- |
| Kortrijk          | –––– | 2-1  | 1-1  | 2-1  | 4-1  | 1-2  |
| Lierse            | 0-2  | –––– | 0-3  | 2-2  | 0-5  | 1-4  |
| Mouscron Peruwelz | 2-1  | 1-0  | –––– | 5-0  | 1-1  | 1-2  |
| OH Lovanio        | 0-2  | 1-2  | 3-1  | –––– | 0-0  | 1-2  |
| Waasland-Beveren  | 1-3  | 0-1  | 3-2  | 0-2  | –––– | 1-2  |
| Zulte Waregem     | 3-0  | 5-0  | 5-1  | 2-2  | 8-0  | –––– |

### Girone B
Nel girone B vengono inserite le squadre classificatesi ai posti 8º, 10º, 11º, 13º e 15º della stagione regolare insieme alla perdente dei Play-off della Tweede Klasse. 

#### Classifica
|  | Pos. | Squadra      | Pt | G  | V | N | P | GF | GS | DR  |
|  | ---- | ------------ | -- | -- | - | - | - | -- | -- | --- |
|  | 1.   | Lokeren      | 21 | 10 | 6 | 3 | 1 | 21 | 11 | +10 |
|  | 2.   | Sint-Truiden | 17 | 10 | 5 | 2 | 3 | 22 | 15 | +7  |
|  | 3.   | Anversa      | 14 | 10 | 4 | 2 | 4 | 13 | 16 | -3  |
|  | 4.   | Ostenda      | 14 | 10 | 3 | 5 | 2 | 21 | 18 | +3  |
|  | 5.   | Eupen        | 8  | 10 | 2 | 2 | 6 | 11 | 21 | -10 |
|  | 6.   | Beerschot VA | 7  | 10 | 1 | 4 | 5 | 14 | 21 | -7  |

Legenda:

      Ammessa allo spareggio Europa League
Note:

Tre punti a vittoria, uno a pareggio, zero a sconfitta.
La classifica viene stilata secondo i seguenti criteri:
- Punti conquistati
- Partite vinte
- Differenza reti generale
- Reti totali realizzate
- Reti realizzate fuori casa
- Partite vinte in trasferta
- Spareggio

#### Risultati
|                   | Anv  | BeW  | Eup  | Lok  | Ost  | STr  |
| ----------------- | ---- | ---- | ---- | ---- | ---- | ---- |
| Anversa           | –––– | 2-0  | 2-1  | 1-2  | 3-3  | 1-2  |
| Beerschot Wilrijk | 0-0  | –––– | 3-1  | 2-2  | 0-2  | 1-3  |
| Eupen             | 0-1  | 2-2  | –––– | 0-2  | 0-4  | 3-1  |
| Lokeren           | 1-2  | 4-2  | 3-0  | –––– | 2-2  | 1-0  |
| Ostenda           | 3-1  | 2-2  | 1-1  | 1-3  | –––– | 2-2  |
| Sint-Truiden      | 4-0  | 3-2  | 2-3  | 1-1  | 4-1  | –––– |

### Finale play-off
Le squadre vincenti i due gironi si sfidano per decidere la squadra che affronta la quarta qualificata della Poule Scudetto per un posto nel terzo turno di qualificazione della UEFA Europa League 2018-2019.
| Squadra 1     | Risultato       | Squadra 2 |
| ------------- | --------------- | --------- |
| Zulte Waregem | 2 - 2 (4-3 dtr) | Lokeren   |

### Test-match per l'Europa League
Si sfidano la vincente della finale play-off e la quarta della Poule Scudetto per un posto nel terzo turno di qualificazione della UEFA Europa League 2018-2019.
| Squadra 1 | Risultato | Squadra 2     |
| --------- | --------- | ------------- |
| Genk      | 2 - 0     | Zulte Waregem |

## Statistiche

### Classifica marcatori
Fonte: sito ufficiale
| Gol |  |  | Giocatore          | Squadra          |
| --- |  |  | ------------------ | ---------------- |
| 22  |  |  | Hamdi Harbaoui     | Zulte Waregem    |
| 21  |  |  | Teddy Chevalier    | Kortrijk         |
| 17  |  |  | Isaac Kiese Thelin | Waasland-Beveren |
| 15  |  |  | Kaveh Rezaei       | Charleroi        |
| 14  |  |  | Abdoulay Diaby     | Club Bruges      |